# Flabellum rubrum
Espèce
Flabellum rubrum est une espèce de coraux appartenant à la famille des Flabellidae.